# Clinohelea
Clinohelea är ett släkte av tvåvingar. Clinohelea ingår i familjen svidknott.

## Dottertaxa tillClinohelea, i alfabetisk ordning[1]
- Clinohelea albopennis
- Clinohelea argentina
- Clinohelea barrettoi
- Clinohelea bimaculata
- Clinohelea bisignata
- Clinohelea curriei
- Clinohelea damascenoi
- Clinohelea dimidiata
- Clinohelea dryas
- Clinohelea fallax
- Clinohelea flagellata
- Clinohelea fuscoalata
- Clinohelea hollandiae
- Clinohelea horacioi
- Clinohelea hygropetrica
- Clinohelea insperata
- Clinohelea lacustris
- Clinohelea longipalpis
- Clinohelea longitheca
- Clinohelea muzoni
- Clinohelea neivai
- Clinohelea nigeriae
- Clinohelea nigripes
- Clinohelea nubifera
- Clinohelea pachydactyla
- Clinohelea papuensis
- Clinohelea podagrica
- Clinohelea pseudonubifera
- Clinohelea reperticia
- Clinohelea rubriceps
- Clinohelea saltanensis
- Clinohelea tasmaniensis
- Clinohelea tenuipes
- Clinohelea tenuissima
- Clinohelea townesi
- Clinohelea townsendi
- Clinohelea trimaculata
- Clinohelea unimaculata
- Clinohelea usheri
- Clinohelea usingeri
- Clinohelea wygodzinskyi